# Tréméloir
Tréméloir è un comune francese soppresso e località abitata del dipartimento delle Côtes-d'Armor nella regione della Bretagna. Dal 1º gennaio 2016 si è fuso con il comune di Pordic.

## Società

### Evoluzione demografica
Abitanti censiti